# Torreano
Torreano (Slovenian Tavorjana) là một đô thị ở tỉnh Udine trong vùng Friuli-Venezia Giulia thuộc Ý, có cự ly khoảng 60 km về phía tây bắc của Trieste và khoảng 15 km về phía đông bắc của Udine, tại biên giới với Slovenia. Tại thời điểm ngày 31 tháng 12 năm 2004, đô thị này có dân số 2.301 người và diện tích là 34,9 km². According to the census 1971 24,5% of the population are Slovenians.
Torreano giáp các đô thị: Kobarid (Slovenia), Cividale del Friuli, Faedis, Moimacco, Pulfero, San Pietro al Natisone.

## Biến động dân số
=